# Лэргуца
Лэргуца (рум. Lărguța) — село в Кантемирском районе Молдавии. Относится к сёлам, не образующим коммуну.

## География
Село расположено на высоте 219 метров над уровнем моря.

## Население
По данным переписи населения 2004 года, в селе Лэргуца проживает 2780 человек (1416 мужчин, 1364 женщины).
Этнический состав села:
| Национальность | Число жителей | Процентный состав |
| -------------- | ------------- | ----------------- |
| молдаване      | 2753          | 99.03             |
| румыны         | 12            | 0.43              |
| русские        | 8             | 0.29              |
| украинцы       | 4             | 0.14              |
| болгары        | 3             | 0.11              |
| Всего          | 2780          | 100%              |